# Calheta (Açores)
Calheta és un municipi de les Açores (Portugal), situat a l'illa de São Jorge. Se sotsdivideix en cinc parròquies:
- Calheta
- Norte Pequeno
- Ribeira Seca
- Santo Antão
- Topo (o Nossa Senhora do Rosário)

| Població del municipi de Calheta (1849 – 2004) | Població del municipi de Calheta (1849 – 2004) | Població del municipi de Calheta (1849 – 2004) | Població del municipi de Calheta (1849 – 2004) | Població del municipi de Calheta (1849 – 2004) | Població del municipi de Calheta (1849 – 2004) | Població del municipi de Calheta (1849 – 2004) | Població del municipi de Calheta (1849 – 2004) |
| ---------------------------------------------- | ---------------------------------------------- | ---------------------------------------------- | ---------------------------------------------- | ---------------------------------------------- | ---------------------------------------------- | ---------------------------------------------- | ---------------------------------------------- |
| 1849                                           | 1900                                           | 1930                                           | 1960                                           | 1981                                           | 1991                                           | 2001                                           | 2004                                           |
| 4.753                                          | 7.669                                          | 6.652                                          | 7.429                                          | 4.434                                          | 4.512                                          | 4.069                                          | 3.972                                          |